# The Menu (filme)
The Menu (em chinês: 導火新聞線), é um filme chinês de 2016  sobre jornalismo. É a sequência de "The Menu" (2015), baseado na série de mesmo nome, dirigido por Ben Fong e protagonizado por Ng Man-tat, Gregory Wong, Catherine Chau e Kate Yeung. Foi lançado na China em 4 agosto de 2016.

## Elenco
- Ng Man-tat, como Tam Yui-chi
- Gregory Wong, como Lok Ka-fai
- Catherine Chau, como Fong Ying
- Kate Yeung, como Mallory Mak
- Justin Cheung, como Chong Nga-yuen
- Yu Silu, como Su Yunling
- Jeana Ho, como Zhong Kaiqi
- Kwok Fung, como Kwan Chi-wai
- Akina Fong, como Lee Sze-sze
- Deon Cheung, como Gordon Tong
- Anita Chan, como Emily Yuen
- Lee Fung, como Ho Lai-wan
- Cherry Pau, como Winnie Chow
- Mimi Kung, como Chim Sui-wah
- Michael Li, como Ko Yiu-kau

## Produção
A filmagem começou em 1 de novembro de 2016.